# Sunwar the Dead
Sunwar The Dead — шестой студийный полноформатный альбом французского музыкального коллектива Elend, вышедший в 2004 году.

## Об альбоме
Впервые за всю история музыкальной деятельности коллектива был привлечён полный классический ансамбль. На альбоме можно слышать греческий, французский и английский язык.

## Список композиций
1. Chaomphalos — 04:24
2. Ardour — 05:10
3. Sunwar The Dead — 04:31
4. Ares In Their Eyes — 06:02
5. The Hemlock Sea — 05:40
6. La Terre N’aime Pas Le Sang — 05:00
7. A Song Of Ashes — 06:34
8. Laceration — 05:04
9. Poliorketika — 04:32
10. Blood And Grey Skies Entwined — 06:00
11. Threnos — 06:00

## Участники записи
- Alexandre Iskandar Hasnaoui — вокал, клавишные, электроскрипка, синтезатор
- Renaud Tschiner — вокал, электроскрипка, синтезатор
- Nathalie Barbary — вокал
- Sйbastien Roland — программинг

### Приглашённые музыканты
- Esteri Rémond – вокал
- Camille Balarie, Louise Legendre, Julia Michaelis, Chloé Nadeau, Esteri Rémond,
- Ronsard, Anna Maria Sarasto, Karine Sylvain – женский хор
- David K – соло-скрипка, первая скрипка, альт
- Ismaël Guy,a Larusdottir, Elsa Saulnier – первые скрипки
- Sylvain Daumardlène Hector, Sébastien Thaumon – вторые скрипки
- Émilie Dunand, ÉtiePhilibert, Isabelle Robel – третьи скрипки
- Shinji Chihara, David Cman, Mathieu Hilbert – первые альты
- Sandra Cardon, Judith Thomamma Urbanek – вторые альты
- Julie Corda, Alexandre Grimaud,e Tigier – третьи альты
- Vincent Catulescu, Catherine Fiolka – первые виолончели
- Anne Fournier, Benjamin Rabenau – вторые виолончели
- Christian Dourinat, Éléonore Toinon – третьи виолончели
- Raymond Lebars, Yves Levignon, Arnaud Pioncet – вокал
- Nizar Attawi – флейта
- Estelle Sandrard – басовая флейта
- Vladimir Jamet – гобой
- Camille Drillon, Samuel Gresch – кларнет
- Michaël Hardy – бас-кларнет
- Klaus Amann – труба, валторна
- Samir Husseini, Philippe Lau – валторны
- Arnaud Pasquier – тромбон
- René Adam – басовый тромбон
- Marc Bertaud – литавры, ударные
- Alexandre Clément – ударные
- Paul Lantenot – тарелки, гонги, тамтам
- Pierre Mangin – колокола, ударные
- Simon Eberl – индустриальные приспособления